# Románd, Győr-Moson-Sopron
Románd  este un sat în districtul Pannonhalm, județul Győr-Moson-Sopron, Ungaria, având o populație de 316 locuitori (2011). 

## Demografie
Componența etnică a satului Románd
     Maghiari (95,52%)
     Germani (4,48%)
Componența confesională a satului Románd
     Fără religie (7,91%)
     Reformați (2,53%)
     Luterani (2,22%)
     Necunoscută (87,34%)
Conform recensământului din 2011, satul Románd avea 316 locuitori. Din punct de vedere etnic, majoritatea locuitorilor (95,52%) erau maghiari, cu o minoritate de germani (4,48%). Nu există o religie majoritară, locuitorii fiind persoane fără religie (7,91%), reformați (2,53%) și luterani (2,22%). Pentru 87,34% din locuitori nu este cunoscută apartenența confesională.